# 千葉県立市川西高等学校
千葉県立市川西高等学校（ちばけんりつ いちかわにしこうとうがっこう）は、千葉県市川市東国分一丁目に所在した公立の高等学校。

## 設置学科
- 普通科

## 所在地
- 〒272-0833 千葉県市川市東国分一丁目1番1号

## 概要
1985年に開校。
千葉県立高等学校再編計画により、2011年（平成23年度）4月に市川北高等学校と統合し、県立市川昴高等学校として新たに開校した。統合後は、旧・市川西高校の校舎を使用している。

## 沿革
- 1985年4月1日 - 千葉県立市川西高等学校として開校。
- 1985年4月10日 - 開校式・第1回入学式挙行。新入生6学級270名。
- 1986年4月1日 - 昭和61年度新入生より10学級450名。
- 1988年3月8日 - 第1回卒業式挙行。
- 1991年4月1日 - 平成3年度新入生より9学級405名。
- 1996年4月1日 - 平成8年度新入生より8学級320名。
- 1998年4月1日 - 平成10年度新入生より7学級280名。
- 2000年4月1日 - 平成12年度新入生より6学級240名。
- 2003年4月1日 - 平成15年度新入生より5学級200名。
- 2005年 - 創立20周年記念式典挙行。
- 2008年4月1日 - 平成20年度新入生より4学級160名。
- 2011年4月1日 - 千葉県立市川北高等学校と統合、千葉県立市川昴高等学校として新たに開校。統合後は市川西高校の校舎を利用。

## 校歌
- 作詞宗左近、作曲三善晃。「宇宙」というタイトルである。

## 交通
- JR東日本総武線市川駅より京成バス国分線「国分角」より徒歩約7分。国分角停留所の車内アナウンスでは当校の最寄停留所であるアナウンスが流れる。

## 校風
諸活動では文化系の吹奏楽部・書道部が、運動系ではウェイトリフティング部・野球部・テニス部が顕著な成績を残している。広い敷地内には野球グラウンド、サッカー場、テニスコート2面、柔道場・剣道場があり、校舎内では広めの茶道・華道室や音楽室がある。尚、現在のところプールは設置されていない。クリスマス時期には中庭に小さなクリスマスツリーが飾られている。開校当初から制服はブレザータイプを採用し、統合前の制服は2代目であった。また初代制服は7期生の時にマイナーチェンジがあり、6期生までは背中にスリットがあったが7期生の制服からは背中のスリットはなくなった。

## 行事
- 4月 - 入学式
- 5月 - 中間考査　校外学習
- 6月 - achievement test
- 7月 - 期末考査　同窓会
- 8月 - 中学生対象学校説明会
- 9月 - 秋桜祭（文化祭・学園祭）
- 10月 - 中間考査　体育大会　球技大会　学校説明会
- 11月 - 生徒会役員選挙
- 12月 - 期末考査
- 1月 - 3学年 学年末考査
- 2月 - achievement test　学力考査　特色化選抜
- 3月 - 卒業証書授与式　学年末考査

修学旅行先は在学年アンケートで決定され、1990年代は広島や東北が多かったが、近年では北海道ニセコか沖縄となった。

## 著名な卒業生
- 押切もえ（ファッションモデル）
- 柴田晃一 (Quiqman) （作曲家、編曲家、音楽プロデューサー）
- 西尾由佳理（日本テレビアナウンサー）
- ちはる（タレント）（中退）
- 江崎エツコ（DJ、アナウンサー）
- 雅駿介（格闘家）